# Municipio de Summit (condado de Butler, Pensilvania)
El municipio de Summit (en inglés: Summit Township) es un municipio ubicado en el condado de Butler en el estado estadounidense de Pensilvania. En el año 2000 tenía una población de 4.728 habitantes y una densidad poblacional de 81.9 personas por km².

## Geografía
El municipio de Summit se encuentra ubicado en las coordenadas 40°53′00″N 79°51′59″O / 40.88333, -79.86639.

## Demografía
Según la Oficina del Censo en 2000 los ingresos medios por hogar en la localidad eran de $39,385 y los ingresos medios por familia eran $45,696. Los hombres tenían unos ingresos medios de $31,502 frente a los $19,597 para las mujeres. La renta per cápita para la localidad era de $14,996. Alrededor del 14,5% de la población estaban por debajo del umbral de pobreza.